# Hjärsås
Hjärsås är en småort (före 2023 tätort) i Östra Göinge kommun och kyrkby i Hjärsås socken i Skåne. 

## Beskrivning
När Hjärsås by skiftades flyttades aldrig gårdarna ut. Gårdarna ligger kvar och ägorna ligger som tårtbitar ut från byns centrum. Söder om vägen finns den medeltida kyrkan och kyrkogården. Terrängen runt byn har flera fornlämningar.

### Bebyggelsestruktur
I tätorten bor cirka 200 invånare. Skolbyggnaden, den äldre byn norrut från kyrkan, vittnar om byns historia. Hjärsås är fortfarande en bondby, som under 1950-1970-talen fick ett villaområde. I den gamla byn och kring byn finns fortfarande flera aktiva lantbruk. I vägskälet som traditionellt var byns mötesplats ligger en butik. Norr om Knislingevägen finns  byns samlingslokaler, söder om vägen ligger kyrkan och kyrkogården. Västerut ligger byns förskola  i före detta ålderdomshemmet, Solhällan. 

### Kommunikationer
I Hjärsås möts vägarna till Arkelstorp, Sibbhult, och Knislinge. Kollektivtrafiken i Hjärsås är efterfrågestyrd för arbetspendling, och med anslutning i Knislinge till busslinjer mot Kristianstad och mot Hässleholm.

## Befolkningsutveckling
| Befolkningsutvecklingen i Hjärsås 1960–2020                       | Befolkningsutvecklingen i Hjärsås 1960–2020 | Befolkningsutvecklingen i Hjärsås 1960–2020 | Befolkningsutvecklingen i Hjärsås 1960–2020 | Befolkningsutvecklingen i Hjärsås 1960–2020 |
| ----------------------------------------------------------------- | ------------------------------------------- | ------------------------------------------- | ------------------------------------------- | ------------------------------------------- |
|                                                                   |                                             |                                             |                                             |                                             |
| År                                                                |                                             |                                             | Folkmängd                                   | Areal (ha)                                  |
| 1960                                                              | 1960                                        |                                             | 161                                         | ¤                                           |
| 1965                                                              | 1965                                        |                                             | 206                                         |                                             |
| 1970                                                              | 1970                                        |                                             | 248                                         |                                             |
| 1975                                                              | 1975                                        |                                             | 269                                         |                                             |
| 1980                                                              | 1980                                        |                                             | 249                                         |                                             |
| 1990                                                              | 1990                                        |                                             | 249                                         | 39                                          |
| 1995                                                              | 1995                                        |                                             | 279                                         | 39                                          |
| 2000                                                              | 2000                                        |                                             | 258                                         | 39                                          |
| 2005                                                              | 2005                                        |                                             | 233                                         | 39                                          |
| 2010                                                              | 2010                                        |                                             | 229                                         | 39                                          |
| 2015                                                              | 2015                                        |                                             | 216                                         | 28                                          |
| 2020                                                              | 2020                                        |                                             | 208                                         | 28                                          |
| Anm.: Ny tätort 1965 ¤ Som tätortsbebyggelse med 150-199 invånare |                                             |                                             |                                             |                                             |